# Vännäs motormuseum
Vännäs motormuseum är ett fordonsmuseum beläget på Vännäs läger i Vännäs kommun.

## Bakgrund
Museet drivs som en ideellt av föreningen, vars syfte är att bevara gammal motor- och fordonshistoria, genom att visa cyklar, mopeder, motorcyklar, bilar, traktorer, flygplan, båt- och järnvägshistoria. Museet bildades 1986 av ett femtontalet entusiaster som ville på ett gemensamt sätt ställa ut sina veteransamlingar, vilka sedan hade sin första utställning 1993. Museet huserar i en av Sveriges äldsta flyghangarer, vilken uppförde 1927.

## Galleri

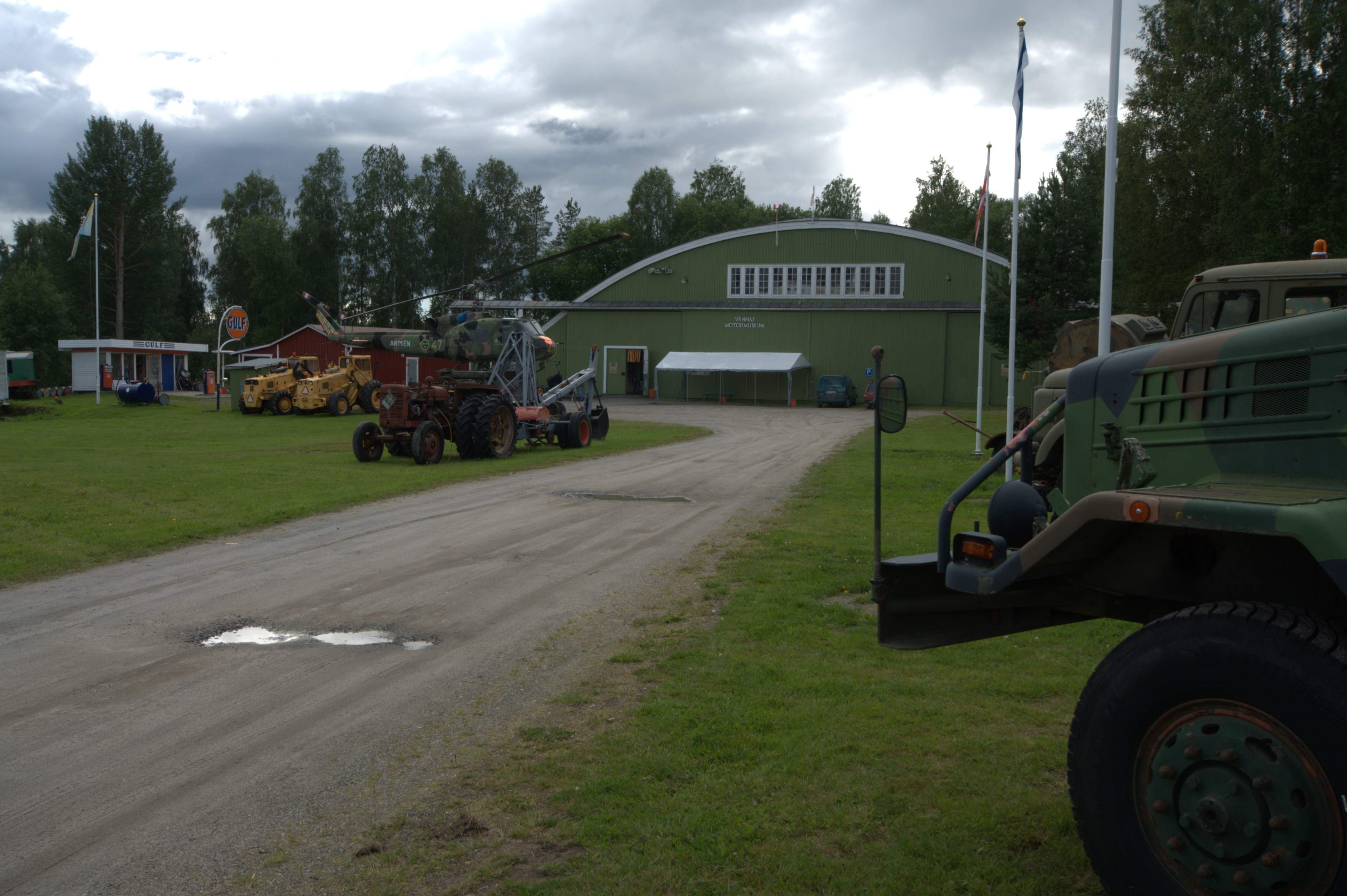
Infarten till museet (2015).
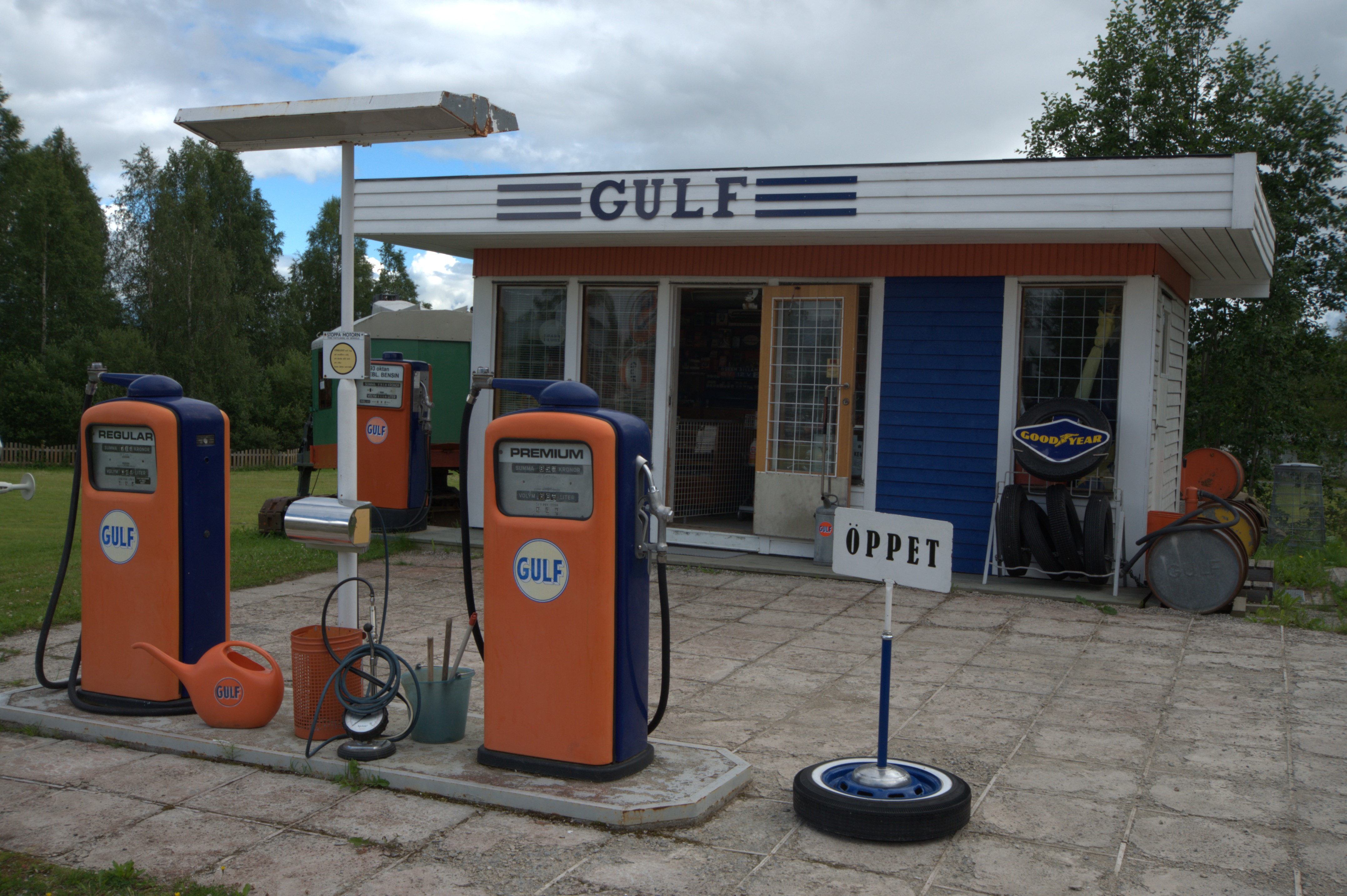
Gulfstationen, komplett med varor och utrustning (2015).
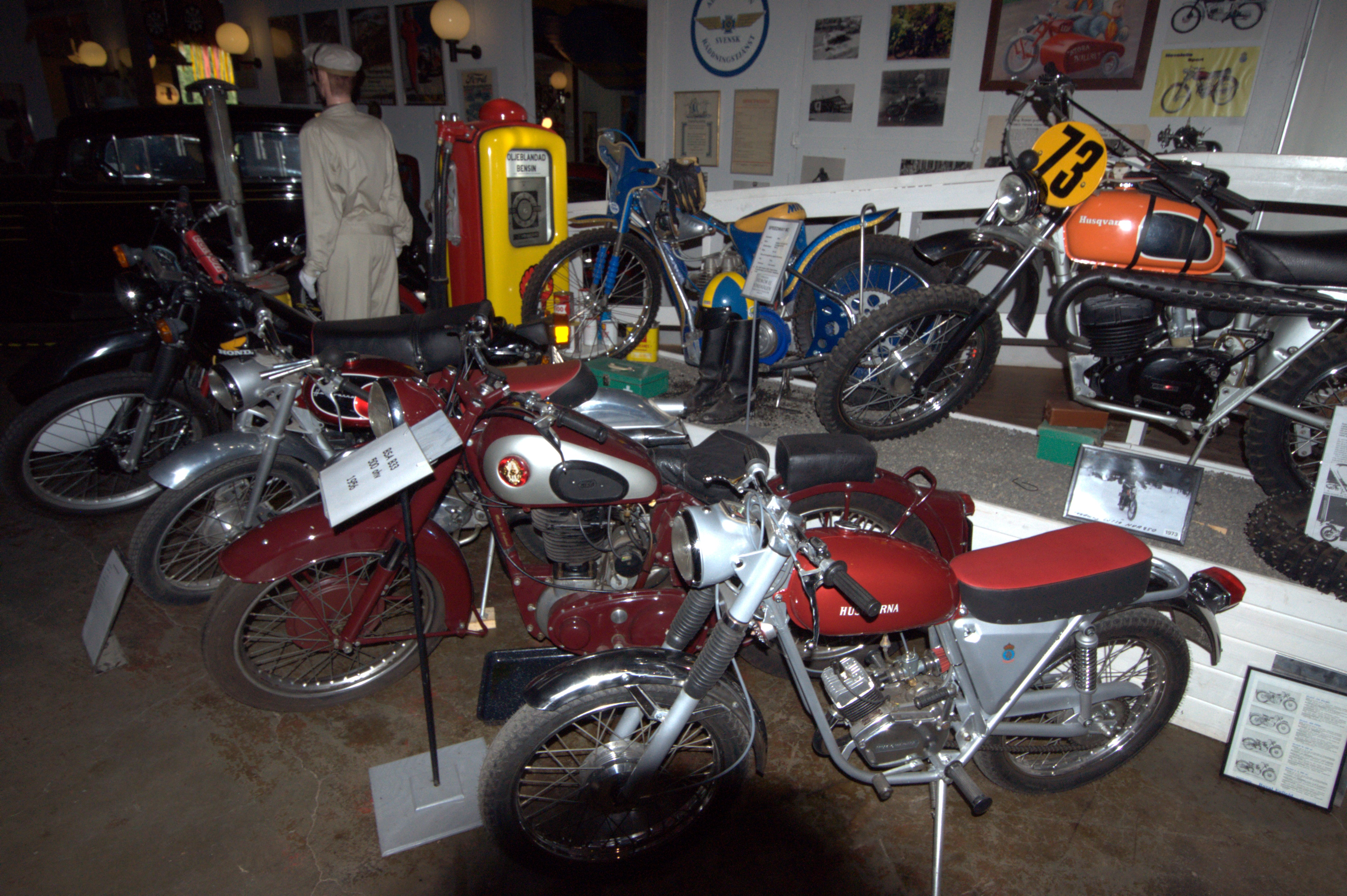
Motorcyklar (2015).
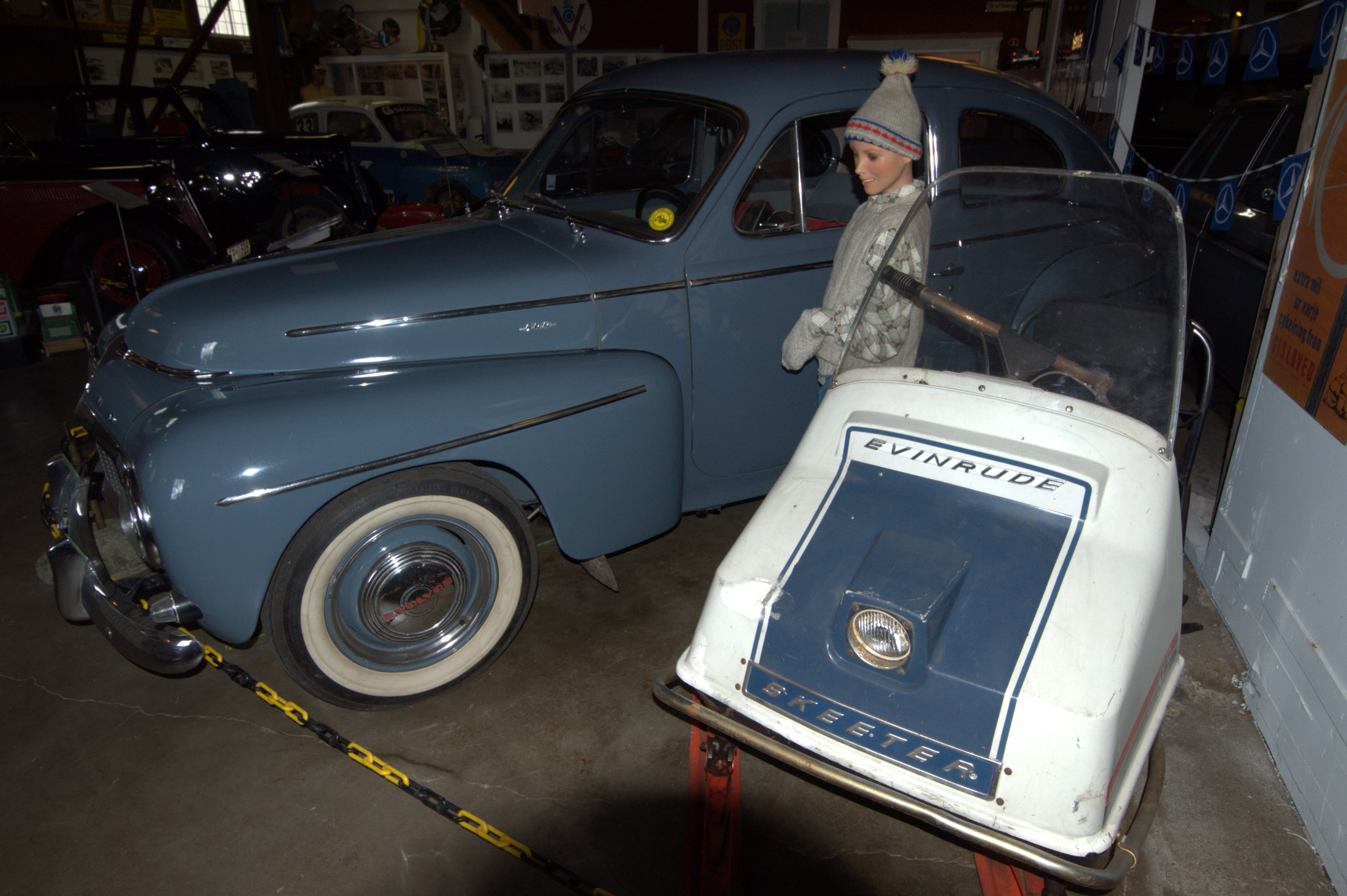
En Volvo PV och en snöskoter av märket Evinrude (2015).